# Valiraptor montanus
Valiraptor montanus là một loài ruồi trong họ Asilidae. Valiraptor montanus được Londt miêu tả năm 2002. Loài này phân bố ở vùng nhiệt đới châu Phi.